# Marcelino e Pedro
Marcelino e Pedro, por vezes chamado em latim Petrus Exorcista (m. Roma, c. 304) são mártires e santos dos primeiros tempos do cristianismo, venerados por diversas confissões cristãs, entre elas a Igreja Católica.
Marcelino foi um sacerdote eminente de Roma e Pedro cumpria o ministério de exorcista. Ambos teriam sido vítimas da perseguição de Diocleciano. Marcelino teria sido torturado sobre vidros quebrados, enquanto Pedro teria sido torturado por asfixia com cordas apertadas. Na prisão o seu zelo obteve a conversão do guarda Arthemius e da sua família. Condenados pelo magistrado Severus, foram decapitados e enterrados em local ermo de modo que a sua sepultura permaneceu secreta. O segredo foi porém traído pelo carrasco, que também se tornou cristão. Os seus restos mortais foram exumados e colocados na catacumba de São Tibúrcio, na via Labicana, em Roma.
Pouco se sabe da sua vida antes do martírio. O Papa Dâmaso I afirmou ter ouvido a história dos dois mártires contada pelo seu carrasco, e o relato de Dâmaso I é o mais antigo sobre o martírio.